# Budrikai (Klaipėda)
Budrikai (deutsch Birkenhain, Kreis Memel) ist ein Dorf im litauischen Bezirk Klaipėda und gehört zum Amtsbezirk Sendvaris (mit Zentrum in Slengiai) im Verbund der Rajongemeinde Klaipėda.

## Geographische Lage
Budrikai liegt sechs Kilometer südöstlich der Stadt Klaipėda (Memel) unweit der litauischen Nationalstraße KK141. Eine Bahnanbindung besteht nicht.

## Geschichte
Das Dorf mit dem früheren Namen Birkenhain wurde im Jahre 1768 gegründet. Als Ortsbezeichnungen sind auch Garn Broszien (nach 1768), Broszienen (vor 1785) und Birckenhayn (nach 1785) überliefert. Der Ort war ein Gutsdorf und wurde am 23. Januar 1864 mit dem Dorf Buddricken Jahn (auch: Pawarschen) zu einem Gemeindebezirk vereinigt.
Im Jahre 1874 wurde Birkenhain in den Amtsbezirk Buddelkehmen (heute litauisch: Budelkiemis) eingegliedert und gehörte zum Kreis Königsberg innerhalb des Regierungsbezirks Königsberg der preußischen Provinz Ostpreußen.
Im Jahre 1910 waren in Birkenhain 89 Einwohner registriert. Ihre Zahl stieg bis 1925 auf 264. Zu dieser Zeit und noch bis 1939 gehörte das Dorf zum Memelland. Danach war es wieder in den Amtsbezirk Buddelkehmen im Kreis Memel integriert, der bis 1945 dem Regierungsbezirk Gumbinnen zugeordnet war.
Im Jahre 1945 wurde der wieder Budrikai genannte Ort in die Litauische Sozialistische Sowjetrepublik überführt, gehört heute zur Republik Litauen und zum Verbund der Rajongemeinde Klaipėda im gleichnamigen Verwaltungsbezirk.

## Kirche

### Evangelisch
Die vor 1945 mehrheitlich evangelische Bevölkerung Birkenhains war in das Kirchspiel der St.-Nikolaus-Kirche (Landkirche, seit 1923: St.-Jakobus-Kirche, das Gebäude wurde zu Sowjetzeiten abgerissen) der Stadt Memel eingepfarrt. Es gehörte zum Kirchenkreis Memel innerhalb der Kirchenprovinz Ostpreußen (vor 1939 mit eigenem Landessynodalverband Memelland) der Kirche der Altpreußischen Union. Auch heute liegt das Dorf im Einzugsbereich der Stadt Memel, wo sich eine neue evangelische Gemeinde konstituiert hat, die zur Evangelisch-lutherischen Kirche in Litauen gehört.

### Römisch-katholisch
Die zahlenmäßig geringen Katholiken in Birkenhain gehörten vor 1945 zur Pfarrkirche der Hl. Dreifaltigkeit in Memel, die dem Dekanat der Freien Prälatur Memel im Bistum Ermland zugeordnet war. Heute ist die Mehrheit der Einwohner Budrikais katholisch, ihre Pfarrkirche ist die in Klaipėda im Dekanat Klaipėda, das Teil des Bistums Telšiai der Römisch-katholischen Kirche in Litauen ist.